# Desert rock
Desert rock é o estilo de várias bandas originárias da região californiana de Palm Desert, nos Estados Unidos. O seu som é uma mistura de stoner rock com elementos do hard rock, do heavy metal, do blues, do punk e/ou do grunge.